# Ronde van Langkawi
De Ronde van Langkawi is een meerdaagse wielerwedstrijd die wordt verreden in Maleisië. De wedstrijd wordt sinds 1996 georganiseerd, aanvankelijk in get voorjaar, maar na 2022 in september/oktober. De ronde is genoemd naar de Langkawi-archipel, en eilandengroep waar de eerste editie startte en finishte. De lange beklimming naar Genting Highlands geldt vaak als scherprechter voor het eindklassement.
Tot 2020 maakte de koers deel uit van het Aziatische continentale circuit, de UCI Asia Tour. In 2020 werd de koers opgenomen op de UCI ProSeries-kalender.

## Lijst van winnaars

### Meervoudige winnaars
| Overwinningen | Renner           | Land     | Jaren      |
| ------------- | ---------------- | -------- | ---------- |
| 2             | Paolo Lanfranchi | Italië   | 1999, 2001 |
| 2             | José Serpa       | Colombia | 2009, 2012 |

### Overwinningen per land
| Overwinningen | Land                                                        |
| ------------- | ----------------------------------------------------------- |
| 6             | Colombia                                                    |
| 5             | Italië                                                      |
| 4             | Zuid-Afrika                                                 |
| 2             | Australië, Venezuela, Verenigde Staten, Verenigd Koninkrijk |
| 1             | Algerije, Frankrijk, Iran, Moldavië, Rusland                |

1996 · 
1997 · 
1998 · 
1999 · 
2000 ·
2001 ·
2002 ·
2003 ·
2004 ·
2005 ·
2006 ·
2007 ·
2008 ·
2009 ·
2010 ·
2011 ·
2012 ·
2013 ·
2014 ·
2015 ·
2016 ·
2017 ·
2018 ·
2019 ·
2020 ·
2021 ·
2022 ·
2023 ·
2024 ·